# ابوالحسن ایلچی کبیر
ابوالحسن ایلچی کبیر (زادهٔ ۱۳۱۶) کشتی‌گیر ناشنوای اهل ایران و دارندهٔ مدال طلای المپیک ناشنوایان است.
فدراسیون کشتی ایران، رقابت‌های کشتی آزاد و فرنگی قهرمانی ناشنوایان کشور را برای ارج نهادن به او «جام حاج علی افتخار و ابوالقاسم ایلچی کبیر» نامگذاری کرده‌است.
وی در مسابقات کشوری و بین‌المللی در مجموع برندهٔ ۲ مدال طلا، ۲ مدال برنز شده‌است.